# Film und Foto
Film und Foto, oder kurz: Fifo bzw. FiFo, war der Titel einer bedeutenden internationalen Ausstellung von Fotografien und Filmen der 1920er Jahre. Sie wurde vom Deutschen Werkbund ausgerichtet und eröffnete 1929 in Stuttgart. Später wurde sie als Wanderausstellung in kleinerem Umfang auch in anderen deutschen Städten sowie im Ausland gezeigt. Die Fifo wurde maßgeblich vom Werkbund-Mitarbeiter Gustaf Stotz unter Beteiligung des Bauhaus-Künstlers László Moholy-Nagy und anderer konzipiert und versammelte zahlreiche internationale Fotografinnen und Filmemacher ihrer Zeit. Die Ausstellung gilt als epochemachendes Ereignis der Fotografie- und Mediengeschichte. In der kombinierten Präsentation von Fotografie und Film, aber auch im umfassenden internationalen Spektrum kommt ihr eine Sonderstellung zu. Auch hinsichtlich des experimentellen Ausstellungsdesigns ist die Fifo einflussreich geworden. Sie begründete zudem die Verfestigung des Neuen Sehens und der Neuen Sachlichkeit zu einem Stil, präsentierte die Fotografie aber andererseits nicht allein als künstlerische Fotografie, sondern als ein prägendes Kommunikationsmedium in seinen vielfältigen Anwendungsbereichen.

## Konzept und Kontext der Ausstellung
Die Öffentlichkeit der Weimarer Republik war in bislang ungekanntem Maß von Massenmedien geprägt. Technische Neuerungen auf dem Gebiet des Films und der Fotografie, aber auch der Reproduktionstechnik und des Rundfunks fanden starke Verbreitung in verschiedenen gesellschaftlichen Bereichen und wurden zugleich intensiv diskutiert. Aktuelle Entwicklungen wurden dabei vielfach auf großen Messen und Ausstellungen, etwa der frühen Internationalen Photographischen Ausstellung in Dresden 1909, der Deutschen Photographischen Ausstellung 1926 in Frankfurt/Main, der Pressa 1928 in Köln oder Neue Wege der Photographie 1928 in Jena, einem breiten Publikum präsentiert.
Der Deutsche Werkbund hatte sich, entsprechend der wachsenden Bedeutung der Fotografie, zunehmend dem Medium geöffnet, obwohl zu dieser Zeit nur zwei Fotografen (Hugo Erfurth und Albert Renger-Patzsch) zu den Mitgliedern zählten. Der Geschäftsführer der württembergischen Arbeitsgemeinschaft des Werkbunds, Gustav Stotz, reformierte seit 1924 dessen Ausstellungskonzeptionen. Nach Abschluss des Weißenhof-Projektes wurde er vom Vorstand am 13. Oktober 1928 mit der Umsetzung der Film und Foto betraut.

Konzipiert wurde die Fifo als systematische Zusammenfassung der Neuen Fotografie der Zwanziger Jahre. Nicht nur fotografische Abzüge, sondern eine Bandbreite gestalterischer Anwendungen des fotografischen Mediums in Kunst, Werbung, politischer Propagandistik und Presse sollten vor Augen gestellt werden. Die Betonung des gestalterischen Elements zeigt sich auch im Ausschluss industrieller Herstellerfirmen. Ähnlich wie es Moholy-Nagy in seinem einflussreichen Bauhaus-Buch Malerei, Fotografie, Film (1925) postuliert hatte, wollte Stotz eine neue Sehweise seiner Epoche ausstellen:     
„Eine neue Optik hat sich entwickelt. Wir sehen sie Dinge um uns anders als früher, ohne malerische Absichten in impressionistischem Sinne. Auch sind uns heute Dinge wichtig, die früher gar nicht beachtet wurden [...] Sie interessieren uns in ihrer materiellen Substanz, in ihrer einfachen Dinglichkeit; sie interessieren uns als Mittel zur Raumgestaltung in der Fläche, als Licht- und Schattenträger. [...] Die hochempfindliche Platte, das lichtstarke Objektiv erlauben uns, stärkste Bewegung aus ihrem zeitlichen Ablauf herauszureißen. [...] Umfangreich sind die Gebiete, die dafür in Frage kommen. Um nur einige zu nennen: Photoreportage im weitesten Sine, also Sportaufnahmen, Kriegsbilder, Straßenbilder, Nachtaufnahmen, kriminelle Photographie [...] Zoologie, Botanik, Medizin (Röntgenphoto), Physik (Mikrophoto), Luftbilder, Materialaufnahmen, [...] (Photogramme), Überblenden mehrerer Aufnahmen; die Verwendung der Photographie in Grafik und Werbewesen (Photomontage und Phototypographie).“ 
Stotz gelang es, zahlreiche bedeutende Künstler für eine Mitarbeit an der Ausstellung zu gewinnen. Die Vorbereitungen verteilten sich auf ein Stuttgarter Team (Stotz, seine Ehefrau und eine Sekretärin) und ein Berliner Team (Otto Bauer, László Moholy-Nagy und Mia Seeger). Die Auswahlkommission kam bemerkenswerterweise ohne Fotografen aus: Sie war mit dem Kunsthistoriker Hans Hildebrandt, dem Architekten und Maler Bernhard Pankok sowie dem Typografen Jan Tschichold besetzt.
Die Ausstellung wurde in Abteilungen untergliedert, für die je eigene Mitarbeiter verantwortlich zeichneten. So war Moholy-Nagy für den Einleitungsraum verantwortlich; für die amerikanischen Beiträge Edward Steichen und Edward Weston. Den Raum der Sowjetunion kuratierte und gestaltete El Lissitzky, für Holland Piet Zwart. Das französische Material stellten Christian Zervos und Man Ray zusammen. Die Schweiz wurde betreut von Friedrich T. Gubler und Siegfried Giedeon. Für die Tschechoslowakei wird die Zuständigkeit von Karel Teige vermutet. Die Filmabteilung wurde von Hans Richter zusammengestellt. Den Ausstellungsaufbau verantwortete Ernst Schneidler; die grafische Gestaltung der Fifo hingegen Jan Tschichold.
Unter den schließlich ausgewählten Beiträgern waren neben den genannten Fotografen wie Herbert Bayer, Aenne Biermann, Max Burchartz, Hugo Erfurth, Florence Henri, Hannah Höch, André Kertész, Germaine Krull, Helmar Lerski, Alice Nerlinger, Paul Outerbridge, Albert Renger-Patzsch, Alexander Rodtschenko, Kurt Schwitters, Sasha Stone, Umbo oder Yva. Etwa 1200 Exponate von über 200 Ausstellern wurden gezeigt (die Angaben variieren hier leicht). Zu den Exponaten gehörten jedoch auch zahlreiche anonyme archivarische oder wissenschaftliche Bilder. Auch Lehranstalten wie das Bauhaus Dessau, die Kunstgewerbeschule Halle Burg Giebichenstein, der Lette-Verein Berlin oder die Folkwangschule Essen waren mit entsprechenden Fachklassen vertreten.

## Stuttgarter Ausstellung
Viele Details über gezeigte Arbeiten, die Ausstellungsarchitektur sowie die Hängung und Installation sind bis heute unbekannt. Anhand von zeitgenössischen Kritiken, Zeitzeugenberichten und wenigen erhaltenen Ausstellungsfotos wurde in den vergangenen Jahrzehnten die Ausstellung versucht zu rekonstruieren. Die Stuttgarter Variante der Film und Foto stand dabei meist im Zentrum. Sie war die erste und zugleich umfangreichste der Stationen. Sie fand in den Städtischen Ausstellungshallen am Interimtheaterplatz im Schlossgarten Stuttgart statt und lief vom 18. Mai bis zum 7. Juli 1929. Im Juni wurden in einer Sondervorführung die Filme der Fifo in den Königsbaulichtspielen gezeigt. Über die Vorbereitungen ist zudem bekannt, dass ursprünglich eine frühere Eröffnung im September 1928 vorgesehen war. Die Vorbereitungszeit der Ausstellung gaben ehem. Beteiligte mit anderthalb Jahren an. Zum Eröffnungsprogramm zählte eine Pressebesprechung mit Führung durch den Ausstellungsleiter Stotz am Vortag sowie die feierliche Eröffnung der Ausstellung durch Peter Bruckmann am Vormittag des 18. Mai mit Vertretern von Behörden, Vereinen und geladenen Gästen.
Die Ausstellung im langgezogenen Bau der Ausstellungshalle war als Abfolge von 13 Räumen mit je eigenen Schwerpunkten aufgebaut; der Startpunkt war die große Halle des Gebäudes. Hier bildete mit Raum 1 ein von Moholy-Nagy zusammengestellter Überblick den Auftakt. Unter dem Raumtitel „Wohin geht die fotografische Entwicklung?“ wurden anhand ausgewählter Beispiele die wesentlichen Arbeitsgebiete der Fotografie vor Augen gestellt und zugleich auch eine historische Entwicklungsgeschichte der Fotografie entworfen. Moholy-Nagy konnte dabei auf die fotohistorische Sammlung von Erich Stenger zurückgreifen (der vergleichbare Abteilungen bereits auf der Kino- und Photoausstellung (Kipho) 1925 in Berlin oder der Deutschen Photographischen Ausstellung 1926 in Frankfurt/Main ausgestattet hatte). Ein knapper Text im Katalog der Ausstellung gibt an, dass die Werke „unter dem Gesichtspunkten der dokumentarischen Erfassung der Welt, unter dem Gesichtspunkt der Fixierung der Bewegung und der bewussten Gestaltung mit Licht und Schatten“ systematisch gegliedert worden seien. Der Bildteil von Malerei, Fotografie, Film dürfte das Modell für das Konzept dieser Halle gewesen sein.
Die Raumgestaltung war flächig akzentuiert. Durch ein rotes Band auf den hellen, glatten Wänden hoben sich die auf Karton gezogenen oder mit weißem Passepartout versehenen Abzüge stark ab. Vereinzelt gliederten größere Abzüge ohne Passpartout das Hängungsbild, das oft zu Bildergruppen verdichtet wurde. Zwischen die Bilder platzierte Moholy-Nagy schwarze Schrifttafeln mit kurzen, deutenden Kommentierungen des Materials. Diese deuteten eine Entwicklungsgeschichte der Fotografie von (falschen) Anleihen an die traditionellen Bildkünste hin zur eigengesetzlichen Verwendung des Mediums und der nun möglichen, neuen Sehweise. Die Ausstellung im Ganzen sollte also dieses neue Sehen demonstrieren und die Frage nach dem „Wohin“ der fotografischen Entwicklung beantworten.
Raum 3 wurde vom Grafiker John Heartfield gestaltet, der an den vier Wänden und in vier großen Vitrinen etwa 300 eigene Fotomontagen und grafische Arbeiten präsentierte. Neben den Buchumschlägen v. a. für den Malik-Verlag stellte Heartfield politische Plakate und Montagen für linke Zeitschriften aus. Das Material war durch vier Wandüberschriften untergliedert, die „Foto Montage“, „Foto Zeitung“, „Foto Grafik“, „Foto Plakat“, „Foto Satire“ und „Foto Einbaende“ auswiesen und auch frühe dadaistische Arbeiten („aus den Anfängen der Fotomontage“) einschlossen. Zudem waren Zitate und Devisen über den Werkbeispielen an gegenüberliegenden Wänden angebracht: „Male mit Foto/Dichte mit Foto“ sowie „Benütze Foto als Waffe“. Letztere war eine Parole der Arbeiterfotografie und verwies dabei auf die politische Agitationsarbeit des Grafikers, der u. a. für die Arbeiter-Illustrierte-Zeitung und für die KPD arbeitete.
Mit der Auswahl der sowjetischen Beiträge war die Allunionsgesellschaft für kulturelle Verbindungen der Sowjetunion mit dem Ausland (WOKS) beauftragt worden. Die WOKS hatte, offenbar auf Stotz' Wunsch, den Künstler El Lissitzky federführend eingesetzt, der diese Aufgabe zusammen mit seiner Ehefrau, Sophie Lissitzky-Küppers, ausfüllte. Den sowjetischen Raum 4 gestaltete Lissitzky leicht abweichend vom Gesamtkonzept. Hier stand die Verbindung von Film und Fotografie im Vordergrund; Bildserien von Filmstills aus sowjetischen Filmen sowie Filmausschnitte in Duoskop-Tageslichtkino-Apparaten, die mit den Regisseuren ausgewählt worden waren, konnten so direkt im Ausstellungsraum angesehen werden. Durch ein betont einfaches Traggestell aus Holzlatten war der Raum untergliedert und mit über den Köpfen der Besucher angebrachten Fotografien ausgestaltet. Die Auswahl des sowjetischen Raums stellte einen Querschnitt durch die verschiedenen Gruppierungen der sowjetischen Fotografie und des Films vor. Unter den Teilnehmern waren Max Alpert, Sergej Eisenstein, Gustavs Klucis, Wsewolod Pudowkin, Alexander Rodtschenko, Arkadi Schaichet, Esfir Schub, Dsiga Wertow und andere.
Über die weitere Abfolge der Ausstellungsräume ist wenig bekannt. Eine Ordnung im Groben könnte gewesen sein, dass nach der Halle zunächst die deutschen, dann die internationalen Beiträge folgten. Moholy-Nagy hatte zusätzlich einen Raum mit 97 seiner eigenen Arbeiten eingerichtet.

## Filme
Während auch in der Ausstellungshalle am Interimtheaterplatz das filmische Schaffen präsent war (v. a. Raum 4), wurden die Filme der Film und Foto zu einem tageweise wechselnden Programm zusammengestellt. Unter Vermittlung der Urania fand es vom 13. bis 26. Juni in den Königsbaulichtspielen in Stuttgart statt. Hans Richter hatte die Filme der Stuttgarter Station (die auch hier die umfangreichste war) zu 16 Programmen inklusive einiger Vorträge kompiliert.
Das Spektrum des Filmprogramms reichte von bereits renommierten Spielfilmen wie Robert Wienes Das Kabinett des Dr. Caligari oder G.W. Pabsts Geheimnisse einer Seele über surrealistische Filme wie L'étoile de mer von Man Ray und Jaques Boiffard, avantgardistische Experimentalfilme wie Anaemic Cinema von Marcel Duchamp oder Viking Eggelings Diagonal-Symphonie bis hin zum sog. Russenfilm, den wegweisenden Produktionen des zeitgenössischen sowjetischen Kinos (Sergej Eisensteins Oktober oder Wsewolod Pudowkins Sturm über Asien).

## Weitere Ausstellungsorte
Die breite Rezeption der Ausstellung in der Presse und Museumsanfragen bezüglich einer Übernahme bestätigten den Werkbund, eine Wanderausstellung zu organisieren. Das Material der Ausstellung durchlief in deutlich reduzierter Form noch zahlreiche weitere Ausstellungsstationen. Noch Ende Juni 1929 waren offenbar nicht alle Stationen gesetzt; auch Stockholm und Mannheim waren im Gespräch.

### Zürich
Nach Stuttgart wanderte die Fifo zunächst nach Zürich. Die Ausstellung fand dort im Kunstgewerbemuseum, vom 28. August bis 22. September 1929, statt. Es existiert ein eigener Katalog zur Ausstellung.

### Berlin
Die Berliner Station fand, veranstaltet von der Staatlichen Kunstbibliothek, im Lichthof des Kunstgewerbe-Museums (heute Gropius-Bau) statt. Sie lief vom 19. Oktober bis zum 17. November 1929. Der Umfang war mit 142 Ausstellern reduziert und die räumliche Aufteilung und Gestaltung deutlich verändert. Die Fotografien waren auf hohen Stellwänden, aber ohne die Abteilung einzelner Räume präsentiert. Das Filmprogramm findet in gekürzter Form vom 20. Oktober bis 17. November 1929 im Kino Capitol am Zoo und im Kamera Lichtspiele unter dem Titel Der gute Film statt. Zur Berliner Ausstellung erschien ein schmaler Katalog, der neben einem Vorwort den Beitrag Edward Westons aus dem Stuttgarter Katalog übernahm und sonst vor allem ein Verzeichnis der Ausstellenden enthielt.

### Danzig
Stadtmuseum, Danzig, die Ausstellungsdaten sind unbekannt.

### Wien
Vom 20. Februar bis 31. März 1930 machte die Fifo im Österreichischen Museum in Wien Station. Als Veranstalter fungierte hier der Österreichische Werkbund. Im März fanden Filmvorführungen im Vortragssaal des Museums statt. Auch für Wien erschien ein eigener Katalog.

### Zagreb/Agram
Die Ausstellung fand vom 5. bis 14. April 1930 statt. Über diese Station ist wenig bekannt.

### München
In München gingen Teile der Schau in die Internationale Ausstellung. Das Lichtbild ein. Sie wurde organisiert vom Münchner Bund/Verein Ausstellungspark München E.V. und fand vom 5. Juni bis 7. September 1930 statt.

### Basel
Auf der Basis der beiden Ausstellungen Fifo und Das Lichtbild fand vom 11. Januar bis 8. Februar in Basel die Ausstellung Die Neue Fotografie – Internationale Wanderausstellung des Deutschen Werkbundes und des Münchner Bundes statt. Ort war hier das Gewerbemuseum Basel.

### Tokyo und Osaka
Auf Initiative der Kokusai Kōga Kyōkai (Internationale Fotografie Assoziation) wird in Tokio die auf der Fifo basierende German International Traveling Photography Exhibition gezeigt. Sie findet vom 13. bis 22. April 1931 in einem Saal des Zeitungsverlags Asahi Shimbun statt, der Veranstalter der dortigen Ausstellung war. Diese ging im Anschluss auch nach Osaka (1.–7. Juli 1931).

## Begleitpublikationen
Neben dem umfangreichen Stuttgarter Katalog erschienen weitere Publikationen im Zusammenhang der Film und Foto. Nach Anregung von Gustav Stotz erarbeitete Werner Gräff auf Basis des Ausstellungsmaterials das Fotobuch Es kommt der neue Fotograf! Es erschien 1929 im Verlag Hermann Reckendorf in einer Auflage von 5000 Stück. Im Tandem mit Gräffs Buch veröffentlichte Hans Richter Filmgegner von heute – Filmfreunde von morgen, das den Bereich des Films abdeckte. Beide Bücher erschienen zu Beginn der Ausstellung und waren als Begleitpublikation gedacht. Im Ausstellungskatalog wurden sie als vertiefende Lektüre beworben und in der vor Ort in der Ausstellungshalle verkauft.
Auch das Buch foto-auge von Franz Roh und Jan Tschichold (Wasmuth-Verlag) entstand im Zusammenhang der Ausstellung. Mit einigen Ergänzungen wird das Bildmaterial der Fifo entnommen.

## Ausstellungen über dieFifo
- 1979 Film und Foto der zwanziger Jahre, Ausstellung im Württembergischen Kunstverein (umfangreicher Katalog sowie Reprint des Stuttgarter Katalogs 1929)

- 2009 Film und Foto – eine Hommage, Staatsgalerie Stuttgart[20]
- 2013 Hans Richter: Encounters, im Resnick Pavilion des LACMA in Los Angeles (Sektion zur Fifo mit einer virtuellen Rekonstruktion des sowjetischen Raums)[21]

- 2019 Bauhaus und die Fotografie. Zum Neuen Sehen in der Gegenwartskunst, Ausstellung des Museum für Fotografie, Staatliche Museen zu Berlin (Teilrekonstruktion der Berliner Variante sowie virtuelle Rekonstruktion des Raum 1 in Stuttgart)[22]